# Konrad Bloch
Konrad Emil Bloch (n. 21 ianuarie 1912, Neisse, Regatul Prusiei, Imperiul German – d. 15 octombrie 2000, Lexington, Massachusetts, SUA) a fost biochimist evreu-american de origine germană, laureat al Premiului Nobel (în 1964, împreună cu biochimistul german Feodor Lynen (1911 - 1979) pentru cercetări asupra sintezei, la nivelul organismului, a colesterolului și reglarea metabolismului acizilor grași.

## Viața
Bloch s-a născut la Neisse și era de etnie evreu.
După absolvirea studiului în școlile locale, în perioada 1930 - 1934, urmează Technische Hochschule (Universitatea Tehnică) din München. Manifesta interes pentru chimia organică și aceasta și datorită influenței profesorului său, Hans Fischer, dar și studiului operelor unor mari chimiști ai timpului ca: Adolph Windaus (1876 – 1959), Rudolph Willstatter (1872 – 1942) și Heinrich Wieland (1877 – 1957).
În condițiile prigoanei naziste asupra evreilor, Bloch se retrăgea în Elveția unde urma a locui până în 1936. Aici efectua, la Schweizerische Forschungsinstitut ("Institutul Elvețian de Cercetări") din Davos,  primele sale cercetări în domeniul biochimiei bacteriilor care produc tuberculoza.
În 1936, Bloch pleca în Statele Unite unde obținea doctoratul în biochimie în 1938 la College of Physicians and Surgeons ("Colegiul Medicilor și Chirurgilor") din cadrul Universității Columbia din New York. Intră într-o echipă de cercetare, condusă de Rudolf Schoenheimer (1898–1941) care, împreună cu David Rittenberg, dezvoltă metoda de utilizare a izotopilor radioactivi pentru a urmări moleculele din organismele vii.

## Activitate
Konrad Bloch a utilizat metoda izotopilor în special pentru studiul biochimiei colesterolului.